# Conistra rubetra
Conistra rubetra är en fjärilsart som beskrevs av Franz Dannehl 1926. Conistra rubetra ingår i släktet Conistra och familjen nattflyn. Inga underarter finns listade i Catalogue of Life.